# Секретаріат Кабінету Міністрів Японії

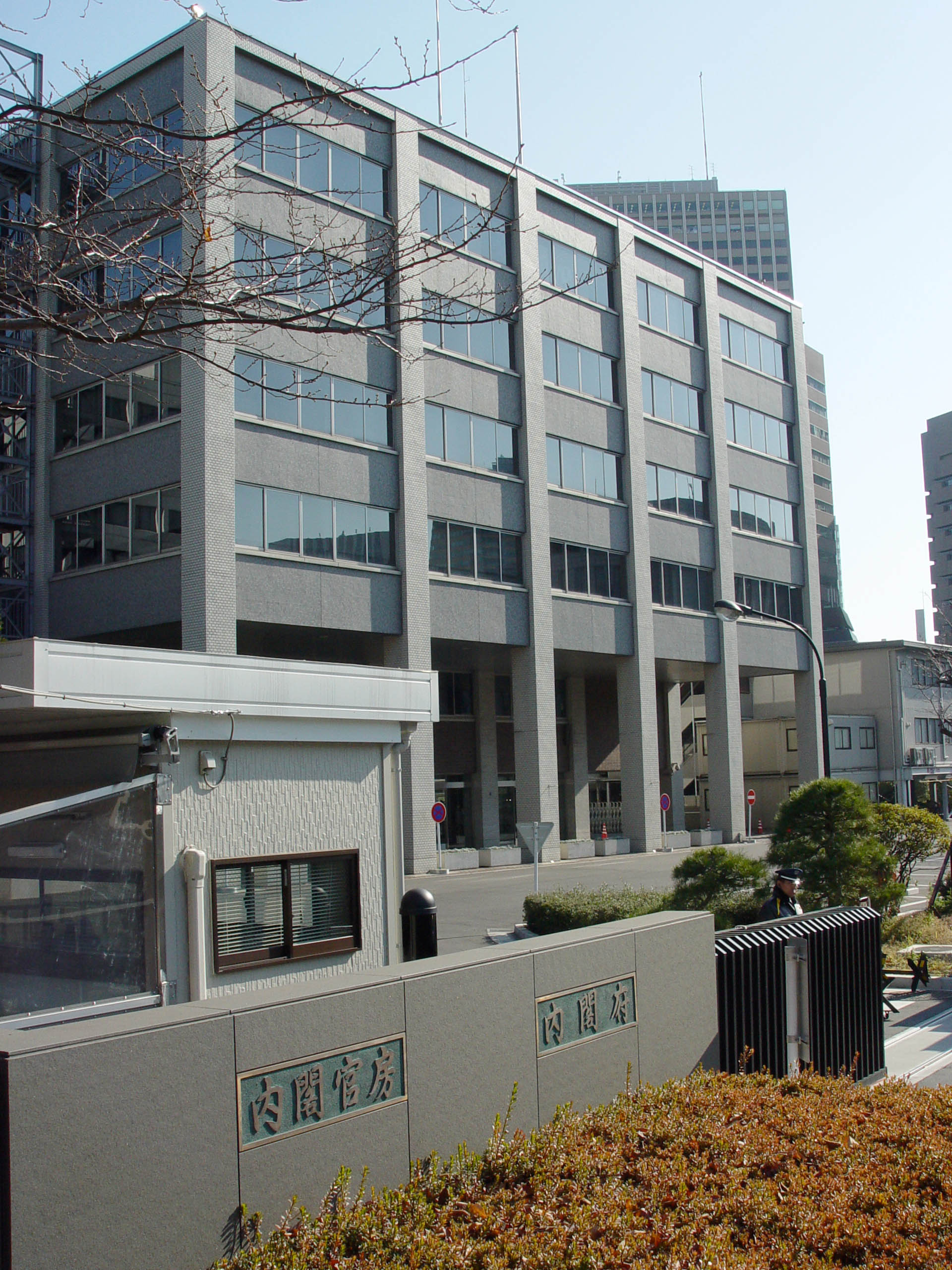
Будівля Секретаріату Кабінету Міністрів Японії.

Секретаріат Кабінету Міністрів (яп. 内閣官房, ないかくかんぼう, найкаку канбо; англ. Cabinet Secretariat) — центральний орган виконавчої влади Японії, складова Кабінету Міністрів і його допоміжна установа. Заснований 1924 року.

## Законодавчі повноваження
Згідно з законом про Кабінет міністрів Японії від 1947 року займається плануванням, управлінням і координацією справ кабміну, а також збором інформації. Допомагає в роботі прем'єр-міністру Японії.

## Керівництво
Очолюється Генеральним секретарем Кабінету Міністрів Японії (яп. 内閣官房長官, ないかくかんぼうちょうかん, найкаку канбо тьокан; англ. Chief Cabinet Secretary) і його трьома заступниками. Генеральний секретар виступає в ролі речника прем'єр-міністра.

## Синонімічна назва
Інша назва: Адміністрація прем'єр-міністра Японії (首相官邸, 官邸).